# خرابکاری در ویکی‌پدیا
در ویکی‌پدیا به هر کنش ویرایشی که به صورت عامدانه در پی اخلال‌گری باشد، خرابکاری گفته می‌شود. خرابکاری شامل اضافه کردن، برداشتن یا اصلاح متن یا سایر محتوا به صورت تمسخرآمیز، چرندگونه، فریب‌دهنده یا اهانت‌آمیز، تحقیرآمیز یا سایر طرق شرم‌آور است.
ویکی‌پدیا در طول تاریخ خود، همواره تلاش کرده‌است تا توازنی میان ویرایش باز به صورت آزادانه و محافظت از صحت اطلاعات خود برقرار کند. حتی در زمانی که اطلاعات نادرست می‌توانند به‌طور بالقوه به موضوعات آن آسیب رسانند.
به دلیل قابلیت ویرایش در ویکی‌پدیا، هرکسی می‌تواند در آن خرابکاری کند، به استثنا موارد نیمه محافظت شده که کاربران گمنام و تازه عضو شده، قادر به ویرایش در آنها نمی‌باشند.
خرابکاری ممکن است توسط هر یک از حساب‌های کاربری گمنام و ثبت نام شده یا هردوی آنها صورت گیرد. به همین علت، صفحات نیمه محافظت شده یا حفاظت کامل، فقط توسط ویرایشگران تأیید شده و مدیران قابل ویرایش هستند.
موضوعات داغ، مقالات افراد مشهور و رویدادهای تازه از جمله اهداف مکرر خرابکاران هستند. گزارش‌هایی مبنی بر آنکه در برخی مقالات به دروغ و برای برخی افراد، تاریخ فوت ثبت شده، منتشر شد. این موضوع به‌طور خاص در مورد سناتورهای ایالات متحده تد کندی و رابرت سی. برد —اکنون هر دو آنها درگذشته اند و اخبار دروغین قبل از درگذشت‌شان منتشر شده بود— و همچنین کانیه وست، رپر آمریکایی —که زنده است— اتفاق افتاده بود.
اولین چالش خرابکاری در ویکی‌پدیا، توسط رابرت مک هنری ویراستار سابق دانشنامه بریتانیکا مطرح شد:
کاربری که ویکی‌پدیا را مطالعه می‌کند… در موقعیت فردی است که به یک داروخانه مراجعه می‌کند. ممکن است آن داروخانه به قدری کثیف باشد که فرد مراجعه کننده، می‌داند که باید مراقب سلامت خود باشد. یا ممکن است آنقدر تمیز به نظر برسد که کاربر به اشتباه دچار احساس امنیت در تمیزی شود. در حالی که اصلاً اطلاع ندارد چه کسی پیش از وی از این داروخانه استفاده کرده‌است.

## مبارزه با خرابکاری
برای جلوگیری یا کاهش میزان خرابکاری اقدامات مختلفی توسط ویکی‌پدیا صورت گرفته‌است که شامل موارد زیر می‌باشد:
- با استفاده از قابلیت تاریخچه در ویکی‌پدیا، که تمام نسخه‌های قبلی مقاله را حفظ می‌کند، بازگرداندن مقاله به آخرین نسخه قبل از خرابکاری قابل انجام است. این قابلیت، واگردانی خرابکاری نامیده می‌شود.[۴] اکثر خرابکاری‌ها در ویکی‌پدیا به سرعت واگردانی شده‌اند.[۹] شیوه‌های مختلفی برای شناسایی و واگردانی خرابکاری‌ها وجود دارد:
  - ربات‌ها: در بسیاری از موارد خرابکاری‌ها توسط ربات‌ها شناسایی و واگردانی شده‌اند. در این موارد بدون دخالت انسان، به کاربر خرابکار هشدارهای لازم داده می‌شود.
  - گشت‌زنان تغییرات اخیر: ویکی‌پدیا دارای یک صفحه ویژه است که تمام تغییرات اخیر را نشان می‌دهد. برخی ویرایشگران، این تغییرات را از نظر خرابکاری احتمالی بررسی می‌کنند.[۱۰]
  - فهرست پی‌گیری‌ها: هر کاربر ثبت نام شده‌ای می‌تواند صفحه ای را که ایجاد یا ویرایش کرده‌است یا علاقه دارد را به فهرست پیگیری‌های خود اضافه کند. این قابلیت، کاربران را قادر می‌سازد تا از خرابکاری بر روی نوشتارهای موجود در فهرست پیگیری خود مطلع شوند.[۱۰]
  - کشف تصادفی: هر خواننده ای که با خرابکاری مواجه می‌شود، می‌تواند آن را برگرداند. بر اساس گزارشی که در سال ۲۰۰۸ منتشر شد، مشخص گردید اثر بخشی سایر روش‌های حذف خرابکاری به دلیل نادر بودن روش کشف تصادفی، بیشتر است.[۱۰]
- تنها کاربران تأیید شده پایدار و مدیران می‌توانند بر روی مقالات قفل شده ویرایش کنند.[۴] مقالات نیمه محافظت شده نیز توسط کاربران تأیید شده خودکار قابل ویرایش هستند. مقالات حفاظت شده کامل نیز، تنها توسط مدیران قابل ویرایش هستند. به‌طور کل، محافظت یک صفحه پس از یک یا چند ویرایش در مقالات و به درخواست کاربران در یک صفحه خاص با پیروی مدیران آشنا به سیاست‌ها و بر اساس دستورالعمل‌ها قابل انجام است.
- قطع دسترسی مدت دار یا تحریم از ویرایش و مشارکت در ویکی‌پدیا از عواقب اقدامات خرابکارانه است.[۴] قطع دسترسی خرابکاران یک کنش برای مجازات خرابکاران نیست، بلکه عملی‌ست ساده برای جلوگیری از آسیب‌های بیشتر.[۱۱]
- افزونه پالایه خرابکاری، از عبارات باقاعده برای کشف اقدامات خرابکارانه معمول استفاده می‌کند.[۱۲]

معمولاً ویرایشگران به فرد خرابکار، پیش از قطع‌دسترسی، هشدارهای لازم را می‌دهند. ویکی‌پدیا یک فرایند هشدار ۴ مرحله ای را پیش از قطع دسترسی در نظر گرفته‌است که شامل مراحل زیر می‌شود:
1. اولین هشدار جهت آرام کردن کاربر و بر اساس فرض حسن نیت به کاربر داده می‌شود (در برخی موارد و در صورتی که کاربران مطمئن باشند ویرایش خرابکارانه عامدانه بوده‌است، این مرحله نادیده گرفته می‌شود[۱۴]).
2. هشدار دوم هیچ حسن نیتی را تصدیق نمی‌کند و هشداری واقعی‌ست (در برخی موارد ممکن است این مرحله نیز نادیده گرفته شود).
3. هشدار سوم سوء نیت کاربر را تأیید می‌کند و اولین هشداری‌ست که یادآوری می‌کند ادامه این روند برایش قطع دسترسی به همراه خواهد داشت.
4. هشدار چهارم، هشدار نهایی بوده که یادآوری می‌کند هرگونه اقدام خرابکارانه بعدی، قطعاً قطع دسترسی را به همراه خواهد داشت.
5. پس از این ممکن است سایر کاربران هشدارهای اضافی را به فرد خرابکار ارائه دهند ولی مدیران می‌توانند قطع دسترسی را اعمال کنند.

در سال ۲۰۰۵، ویکی‌پدیا انگلیسی در تلاش برای جلوگیری از اقدامات خرابکارانه، ایجاد نوشتارهای جدید را تنها به کاربران ثبت نام کرده محدود نمود. این تصمیم پس از آن اتخاذ شد که اطلاعات نادرست اضافه شده به ویکی‌پدیا، یک روزنامه‌نگار را به دست داشتن در ماجرای قتل کندی متهم نمود.